# 男滝橋
男滝橋（おだきはし）は、福島県須賀川市にある道路橋である。

## 概要
- 全長：128.7m
- 幅員：6.5m
- 竣工：1977年[1]

須賀川市南部にて一級水系阿武隈川を渡り、一級市道24号小作田前田川線を通す3径間の桁橋である。起点側である東詰は須賀川市田中字土内に、西詰は前田川字宿に位置する。現在の橋梁は1977年に架設されたものであり、水色に塗装された欄干が特徴である。橋上は上下対向2車線で供用されているが路側帯やセンターライン等が無い。東詰側にて河川敷内を通る福島県道372号須賀川二本松自転車道線が橋梁下を潜り抜ける。橋名の「男滝」は上流側にある渓流であり、左岸側の字名の由来ともなっている。

## 沿革
- 1977年 - 現在の橋梁が架設される。

## 周辺
- 延命寺

## 隣の橋
- 阿武隈川

（上流） - 乙字大橋 - 乙字橋 - 男滝橋 - 大仏大橋 - 小作田橋 - （下流）